# Ribera
Ribera ist eine Stadt und Gemeinde im Freien Gemeindekonsortium Agrigent in der Region Sizilien in Italien.

## Lage und Daten
Ribera liegt 51 Kilometer nordwestlich von Agrigent auf einer Anhöhe zwischen den Küstenflüssen Verdura und Magazzolo, 7 km von der Küste entfernt. Hier wohnen 17.802 Einwohner (Stand 31. Dezember 2023), die hauptsächlich in der Landwirtschaft, im Weinanbau und in der Lebensmittelindustrie arbeiten.
Die Nachbargemeinden sind Bivona, Calamonaci, Caltabellotta, Cattolica Eraclea, Cianciana und Sciacca.
Nachdem der Bahnverkehr nach Ribera 1985 eingestellt wurde, ist der Ort heute nur noch auf der Straße zu erreichen.

## Geschichte
Hier stand in der Antike die Stadt Allava. Byzantinische Nekropolen zeugen von einer Besiedlung im frühen Mittelalter. 1627 wurde die heutige Stadt von Luigi Guiglielmo Moncada, Fürst von Paternò gegründet. Die Stadt erhielt den Namen von seiner Gattin, der Maria Afan de Ribera.

## Bauwerke
Die Pfarrkirche an der Piazza Duomo stammt aus dem 18. Jahrhundert. Das Rathaus aus dem 19. Jahrhundert steht an der Piazza Duomo. Das Geburtshaus des Politikers Francesco Crispi kann besichtigt werden.

## Persönlichkeiten
- Francesco Crispi (1818–1901), Politiker der die Geschichte Italiens von 1887 bis 1896 bestimmt hat.
- Saro Marretta (* 1940), Schriftsteller